# Pavle Pap
Pavle Pap – Šilja (Perlez, kraj Velikog Bečkereka, 9. siječnja 1914. — Skradin, 15. kolovoza 1941.), bio je student medicine, član Centralnog komiteta Komunističke partije Jugoslavije i sudionik Narodnooslobodilačke borbe i narodni heroj Jugoslavije.

## Životopis
Rođen je 9. siječnja 1914. godine u selu Perlezu, kraj Velikog Bečkereka (danas Zrenjanin) u židovskoj obitelji Henrika Papa. U Novom Sadu je završio židovsku osnovnu školu, a zatim Državnu mušku gimnaziju. 
Članom Saveza komunističke omladine Jugoslavije (SKOJ) postao je 1932. godine. Bio je tajnikom organizacije SKOJ-a na Medicinskom fakultetu, članom Sveučilišnog vijeća studenata Beogradskog sveučilištaa i članom uprave Udruženja jugoslavenskih medicinara. Prosinca 1933. godine, sudjelovao je u organiziranju akcije studenata u Beogradu protiv suđenja Georgi Dimitrovu i drugim komunistima u Njemačkoj. Te godine bio je primljen u članstvo Komunističke partije Jugoslavije (KPJ).
Početkom 1934. godine, pokrenuo je i uređivao list Medicinar. Veljače iste godine, postao je članom Mjesnog komiteta SKOJ-a za Beograd, a u ožujku članom Pokrajinskoga komiteta SKOJ-a za Srbiju, koji je formirao Blagoje Parović. Po uputama Parovića, Pap je organizirao tiskanje i bio glavniim urednikom Mladog komunista, organa PK SKOJ-a za Srbiju. 
U provali Partijske i Skojevske organizacije u Beogradu, 9. srpnja 1934. godine, Pap je uhićen, a Državni sud za zaštitu države ga je, 29. prosinca 1934. godine, osudio na kaznu od tri godine zatvora, koju je služio u zatvoru u Srijemskoj Mitrovici.
Poslije izlaska iz zatvora, 9. srpnja 1937. godine, nastavio je s komunističkim djelovanjem u Vojvodini. U Bačkoj i Banatu je, zajedno sa Žarkom Zrenjaninom, radio na stvaranju i jačanju Partijskih organizacija, a u Beogradu je okupljao i politički djelovao među vojvođanskim studentima, kao član Pokrajinskog odbora naprednih studenata iz Vojvodine. Tada je postao članom Centralnog komiteta SKOJ-a.
Kada je, 19. lipnja 1938. godine, policija raspisala za njim potjernicu zbog „komunističke propagande“, prešao je u ilegalnost. Državni sud za zaštitu države osudio ga je, u odsustvu, 17. studenoga 1938. godine, na petnaest godina robije. U ljeto i jesen 1938. godine skrivao se i aktivno politički djelovao, pišući razne tekstove u nizu radničkih listova Srbije i Vojvodine. Po zapovijedi Centralnoga komiteta KPJ, krajem studenoga 1938. godine, prešao je u Zagreb.
U strogoj ilegalnosti radio je u Središnjoj partijskoj tehnici u Zagrebu. Na Petoj zemaljskoj konferenciji KPJ, održanoj u listopadu 1940. godine u Zagrebu, bio je izabran za člana Centralnog komiteta KPJ. Pred Drugi svjetski rat radio je u Zagrebu kao podučavatelj CK KPJ u zagrebačkoj Partijskoj organizaciji i rukovodio Središnjom Partijskom tehnikom. U ljeto 1940. godine, bio je jednim od predavača na Partijskom tečaju u Makarskoj, a zatim i na višem Partijskom tečaju u Zagrebu.
Poslije okupacije Kraljevine Jugoslavije, u travnju 1941. godine, radio je na formiranju udarnih grupa u okupiranom Zagrebu. Sa zagrebačkim komunistima organizirao je prikupljanje oružja i sanitetskog materijala, provodio sabotaže i diverzije, kao i atentat na policijskoga agenta Ljudevita Tiljka, početkom srpnja 1941. godine. Po zapovjedi CK KP Jugoslavije i CK KP Hrvatske, početkom kolovoza 1941. godine, kao delegat Centralnog komiteta, otišao je u Dalmaciju kako bi pomogao Pokrajinskom komitetu KPH za Dalmaciju u organiziranju partizanskih odreda i oružane borbe.
Nakon obavljenoga zadatka u Splitu i Šibeniku, Pap je otišao na područje Zatona i Vodica, a zatim je krenuo u Bukovicu. Na put je krenuo 14. kolovoza na večer. Međutim, tijekom noći je, zajedno sa svojim vodičem, zalutao, pa je, u zoru 15. kolovoza, na prepad bio uhvaćen dok se umivao na vrelu kod sela Vaćana. Talijanski fašisti su zarobljenike sproveli u Skradin, gdje su ih poslije ispitivanja strijeljali. Zapravo nisu ni znali kako su među njima strijeljali i Pavla Papa, jer su kod njega našli isprave na ime Vjekoslava Magdalinića, a on im ništa nije priznao, pa čak ni svoje ime.
Ukazom Prezidija Narodne skupštine Federativne Narodne Republike Jugoslavije, 5. srpnja 1951. godine, proglašen je za narodnog heroja Jugoslavije.